# Haute-Mauricie
Pour les articles homonymes, voir Mauricie et Rivière Saint-Maurice.
La Haute-Mauricie, au Québec (Canada), est la subdivision géographique de la Mauricie située au nord de la région administrative. L'agglomération de La Tuque succède en 2003 à la municipalité régionale de comté de Haute-Mauricie, ou Haut-Saint-Maurice, qui avait été créée en 1972 à partir d'une partie des comtés de Champlain, de Québec, de Saint-Maurice et d'Abitibi. C'est aussi le nom d'une ancienne municipalité de Haute-Mauricie. 

## Toponymie
En géographie physique, le mot Haute- fait référence à la partie la plus montagneuse ou élevée d'une région ou d'une ville. Antonyme de « Basse- » et par extension de Basse-Mauricie.
La Commission de toponymie du Québec n'a pas d'article centré sur le terme. Il apparaît toutefois sur celui de La Tuque. Elle écrit à son propos que : «  Immédiatement au sud de La Tuque, la municipalité de Haute-Mauricie était créée en 1972 à partir de portions de territoire des cantons de Carignan et de Malhiot, dans le voisinage de la réserve faunique du Saint-Maurice. Sa dénomination a été inspirée par sa localisation au nord de la région mauricienne, à proximité du Saint-Maurice. Cependant, la population modeste et les coûts sans cesse ascendants de l'administration municipale haut-mauricienne ont entraîné le regroupement de Haute-Mauricie et de La Tuque, officiellement concrétisé en août 1993. »
La rue du Haut-Saint-Maurice a été nommée en l'honneur de la région, en 2006, dans la ville de Québec.

## Galerie de photos

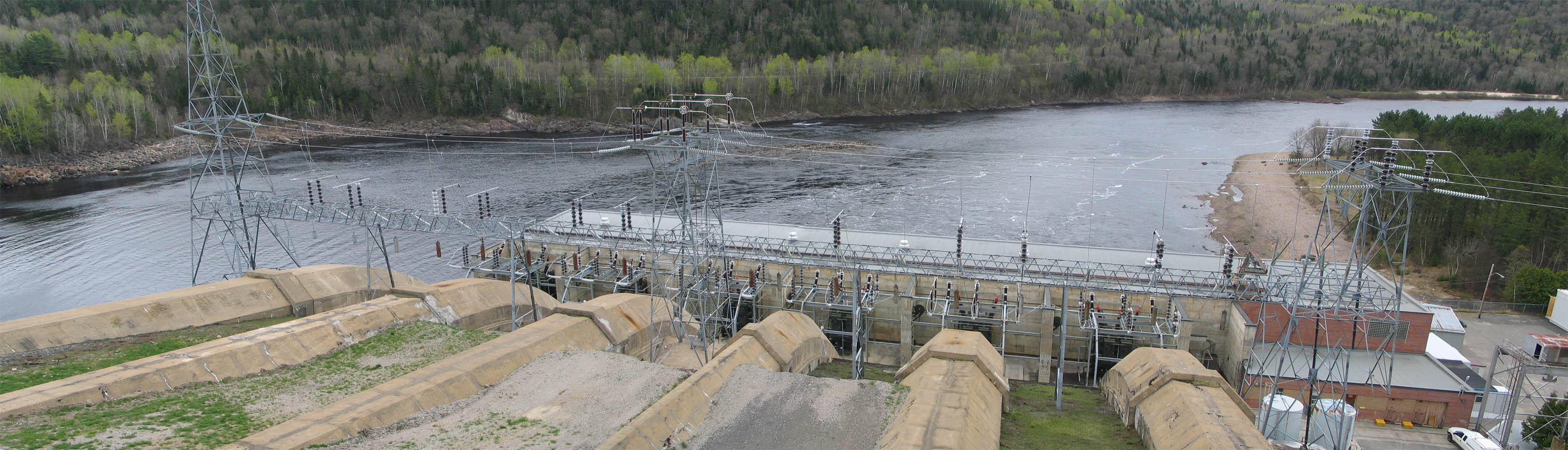
Centrale de la Trenche, La Tuque, Haute-Mauricie.